# 붕괴 사슬
붕괴 사슬(decay chain)은 방사성 붕괴를 하는 원소가 붕괴를 하는 사슬을 말한다. 일반적인 악티늄족에서 출발하는 붕괴 사슬에서 자발 핵분열과 뭉치 방출은 드물기 때문에 질량수의 4로 나눈 나머지는 변하지 않는다. 4개의 계열이 있으나 현재는 3개의 계열만이 관측된다. 1개의 넵투늄 계열은 반감기가 짧아 태양계 초창기에 이미 다 붕괴하여 관측되지 않으므로 절멸 붕괴 사슬이라고도 한다.

## 종류

### 토륨 계열
토륨 계열은 질량수가 4의 배수인 계열이다. 자연계에서는 토륨-232에서 시작되어 납-208에서 끝난다. 초창기에는 퀴륨-248과 플루토늄-244에서 시작되었지만 이들은 반감기가 짧아 현재는 존재하지 않아, 토륨-232에서 시작되는 붕괴 사슬이다.

### 넵투늄 계열
넵투늄(Neptunium) 계열은 질량수가 4N+1인 계열이다. 반감기가 짧아 다른 동위 원소들은 이미 다 예전에 사라져 현재 자연계에서는 탈륨과 비스무트-209만 나타난다. 다른 계열과 달리 중간에 나타나는 동위원소에 대한 역사적인 이름이 없다.

### 라듐 계열 (우라늄 계열)
질량수가 4N+2인 계열이다. 자연에서 우라늄-238에서 시작되어 라듐-226을 거쳐, 납-206에서 끝난다. 초창기에는 플루토늄-242에서 시작되었으며, 이는 반감기가 짧아 붕괴하여 현재는 우라늄-238에서 시작된다.

### 악티늄 계열
질량수가 4N+3인 계열이다. 자연에서 우라늄-235에서 시작되어 프로트악티늄-231과 악티늄-227을 거쳐 납-207에서 끝난다. 초창기에는 퀴륨-247에서 시작되었으며 반감기가 짧아 다 붕괴하여 현재는 우라늄-235에서 시작되는 붕괴 사슬이다.

## 같이 보기
- 핵물리학
- 방사성 붕괴
- 붕괴 생성물
- 방사능 연대 측정